# Haller (monnaie)

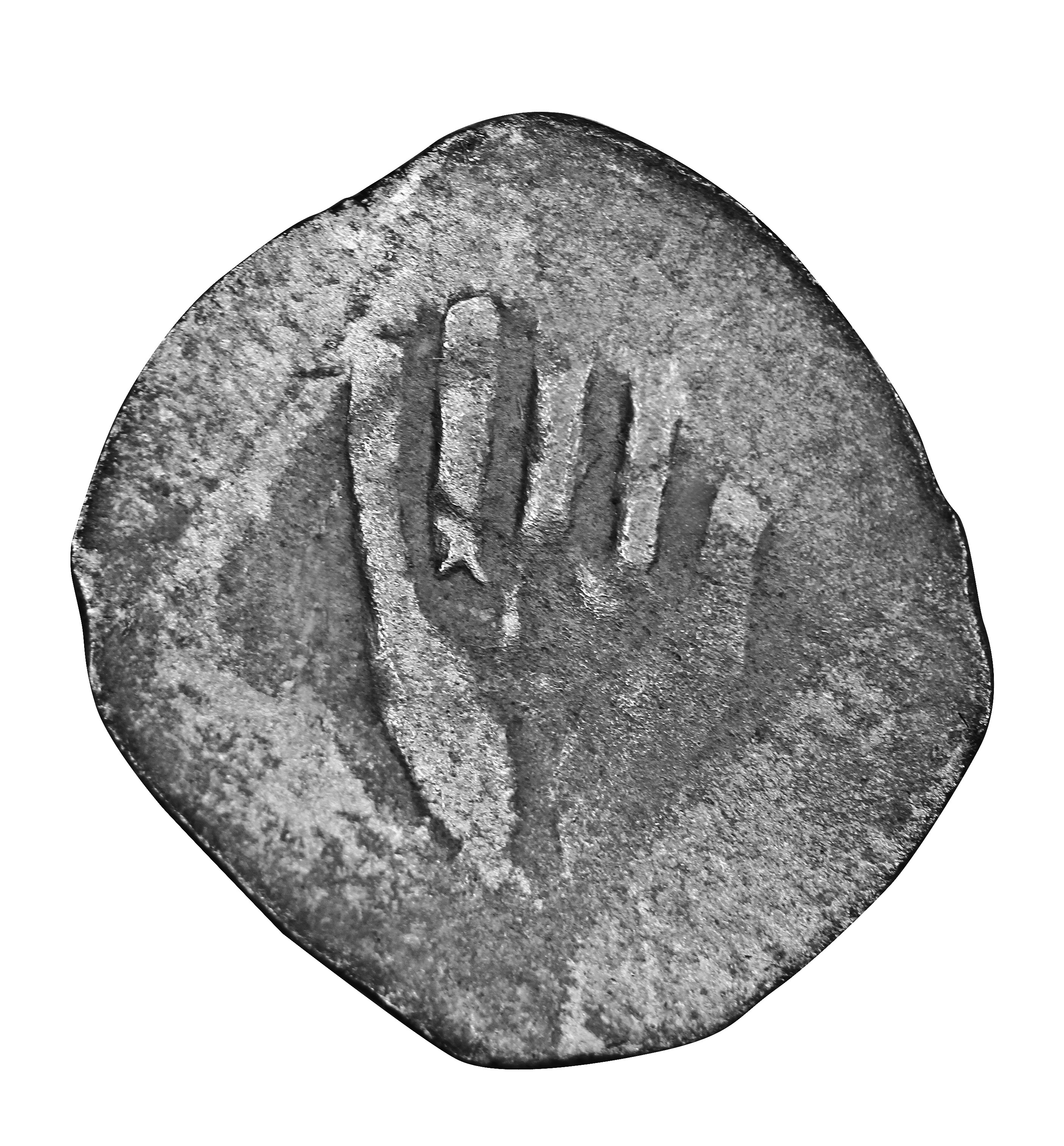
Händelheller, frappé à Schwäbisch Hall au XIIIe siècle, identifiable au symbole héraldique de la main.

Le Heller ou Haller est une pièce de monnaie allemande d'une valeur d'un demi-Pfennig qui devait son nom à la ville de Hall (aujourd'hui Schwäbisch Hall). Elle fut produite à partir du début du XIIIe siècle. Des pièces portant un nom identique furent mises en circulation dans d'autres pays germanophones ou proches de l'Allemagne, comme l'Autriche, la Hongrie ou la Suisse.

## Monnaie impériale (1189-1396)

Blason actuel de Schwäbisch Hall aux motifs communs avec le heller médiéval.

Depuis l'époque des Hohenstaufen, des pfennig en argent ont été frappés à Schwäbisch Hall auquel on a donné le nom de « Haller Pfennige » ou « Heller » (Variante orthographique de « Häller »), c'est-à-dire l'adjectif ou le nom de l'habitant de la ville de Hall : un « Hallois ». La première mention de cette monnaie remonte à 1189 bien que la monnaie impériale ait dû être frappée avant 1180. Il s'agit d'une pièce en tôle d'argent dont les bords en été coupés pour former une sorte d'octogone. Il pesait entre 0,4 et 0,7 gramme. La part d'argent représentait invariablement 0,3 g. Le titre du pfennig de Hall était faible par rapport aux monnaies en circulation à cette époque.
Le pfennig de Cologne, la pièce de référence la plus utilisée au XIIe siècle, équivalait à 3 Heller. Il fallait donner 2 pfennigs de Hall pour un pfennig de Spire ou Worms.
Le faible aloi du Heller a eu pour conséquence de se répandre sur l'ensemble du territoire impérial aux dépens des monnaies à plus fort titre. Les ministériels de l'empire utilisèrent le Heller pour mettre en place une politique financière capable de faire concurrence aux monnaies des principautés épiscopales influentes. Les premiers Heller portaient la légende « FRISA » qui peut faire référence à l'empereur Frédéric Barberousse. D'autres fouilles ont permis de découvrir des pièces avec la légende « HENRICUS » qui renvoie à l'empereur Henri VI. Le Heller été frappé en très grande quantité au XIIIe siècle et il se répandit non seulement en Allemagne du Sud, mais aussi jusqu'en Frise et en Pologne. La fonction de monétaire, le responsable de l'atelier de monnaie nommé monetarius en latin, a été  occupée pendant des décennies principalement par deux familles locales : les Triller et les Schultheiß  de Schwäbisch Hall.
Le Heller ne comportait ni millésime, ni unité, ni valeur faciale. Sur l'avers, il y avait un des deux différents de l'atelier monétaire hallois, la main ou la croix entourée de quatre billes. Sur le revers, on retrouvait le même différent de l'atelier au centre, mais plus petit et encerclé par de nombreuses billes. La légende était circulaire et en lettres capitales sur le pourtour.
La croix ancrée et la main étaient souvent utilisées au Moyen Âge comme symboles de la trêve en période de marché et de foire. Ces deux différents du directeur d'atelier sont ensuite passés dans le sceau de l'écoutète, puis dans celui du conseil de ville. C'est ensuite tout logiquement que la croix ancrée et la main devinrent les deux symboles héraldiques du blason de la ville libre d'Empire Schwäbisch Hall. Au début, la main est d'argent et elle se trouve dans un disque d'or avant de devenir d'azur.
Le denier de Hall (denarius) représentait le 12e d'un schilling (solidus). Il fallait donc 20 schillings ou 240 deniers (hellers) pour une livre (libra, talentum). Grâce aux documents d'archive, nous savons que le denier de Hall n'était pas considéré comme de la petite monnaie, et il ne dépendait pas du marché au sel de la ville. Pour un Heller, on achetait un gros fromage. Pour une 9 livres Heller, on avait une ferme de 3,6 ha.

## Monnaie urbaine de l'atelier hallois (1396-1545)

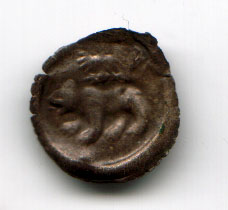
Un Haller bernois du XVe siècle.

L'activité du monétaire passa lentement dans les mains de graveurs issus de la société bourgeoise urbaine lorsque la dynastie des Hohenstaufen s'éteignit et le rôle des représentants royaux dans les villes libres s'amenuisait progressivement. Le Heller fut copié et gravé dans d'autres régions de l'empire à tel point qu'il perdit en valeur au fil du temps.
L'empereur  Charles IV fit baisser la proportion d'argent du Heller à un tiers du poids total, soit 0,2 g. Il n'hésite pas à mettre en gage les ateliers de monnaie impériaux, comme celui de Hall, à ses créanciers. Le roi des romains Wenceslas dévalorise encore une fois le heller impérial de sorte que celui-ci ne pèse plus que 0,4 g et ne contient plus que 0,13 g d'argent fin.
Compte tenu de son aloi, le roi de Germanie Venceslas autorise Schwäbisch Hall à frapper monnaie en sa qualité de ville libre d'Empire. La monnaie impériale devint une monnaie urbaine gravée sur place pour des besoins régionaux. Avec le temps, à la fin du XVe siècle, le Heller ne fut même frappé que sur une face. Du coup, la main et la croix ancrée du blason furent représentées tous les deux sur cette seule et unique face. Pour réduire les frais, on récupérait l'argent des pièces étrangères en les fondant.
L'atelier a également frappé au fur et à mesure :
- des batzen (2 schillings) ;
- des demi-batzen ;
- des thaler nommés « Silbertaler » ou leur précurseur les groschen d'or (Guldengroschen) ou ducat d'une valeur de 30 schillings[6].

La dernière monnaie produite dans l'atelier de Schwäbisch Hall est le silbertaler de 1545.
Il ne faut pas oublier les pièces de collection qui ont été gravées à l'atelier hallois avant sa fermeture. Ce sont des médailles et des pièces uniques de collection qui sont réalisées à l'occasion de l'élection d'un nouveau roi, de noces d'or ou d'un nouveau bâtiment prestigieux pour la ville.
Sur la pièce de cette période, on a trouvé la légende sur le pourtour : « MONETA SWEBISCH HAL » (Monnaie de Schwäbisch Hall) avec le millésime en chiffres arabes ou romains, de même que la lettre « H » représentant l'atelier de gravure hallois. Les deux symboles héraldiques de la main et de la croix ancrée sont côte à côte.
On a également des hellers avec, sur l'avers, l'aigle bicéphale de la ville libre d'Empire et la légende en pourtour « CAROLUS V ROMA IMPERATOR » (Charles V empereur des Romains. Sur le revers, la légende « MONE NOVA REIPUB HALE SVEVICE » (Nouvelle monnaie de la république de Schwäbisch Hall), avec le millésime, le différent de l'atelier et les deux symboles héraldiques de la cité.

## Heller d'autres ateliers (1546-1803)
Ne frappant plus monnaie elle-même, la cité impériale libre passait commande de ses hellers et autres pièces auprès des ateliers de Nuremberg ou Stuttgart. Des hellers étaient produits de toute façon dans tout l'empire, comme en Saxe ou en Frise, et dans la Confédération suisse,. Des cités épiscopales ou impériales de l'Alsace au temps du Saint-Empire fabriquèrent aussi leurs hellers comme Wissembourg ou Ensisheim.
Le pfennig de Hall dépasse le cadre strict de Schwäbisch Hall après l'arrêt de la politique monétaire de la dynastie staufienne car le mot heller est devenu synonyme de sou, de pièce de moindre valeur. Il est adopté dans d'autres langues avec d'éventuelles variantes orthographiques pour désigner une pièce de cuivre, parfois encore en cours, comme dans la monarchie danubienne,, l'ancienne Tchécoslovaquie ou la Hongrie. On le trouve aussi dans l'ancienne colonie allemande de Tanganyika d'Afrique de l'Est.
La dégradation lente du heller impérial en heller, sou de peu de valeur, se retrouve dans les usages linguistiques en littérature et dans les chansons populaires comme la célèbre chanson « Ein Heller und ein Batzen » (un sou et un écu). Martin Luther utilise également le terme « heller » pour sa traduction allemande de la Bible pour rendre le mot κοδράντης (kodrantes) dans Mt 5,26  ou Mc 12,42 qui peut être traduit en français par « quadrant » ou « quart de sou ».

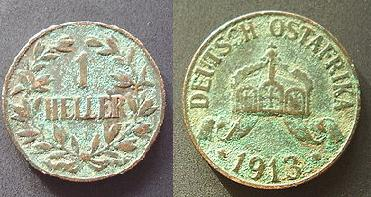
Heller de la colonie allemande Ostafrika, 1913.
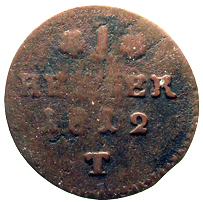
Heller de la principauté de Lippe, 1812.
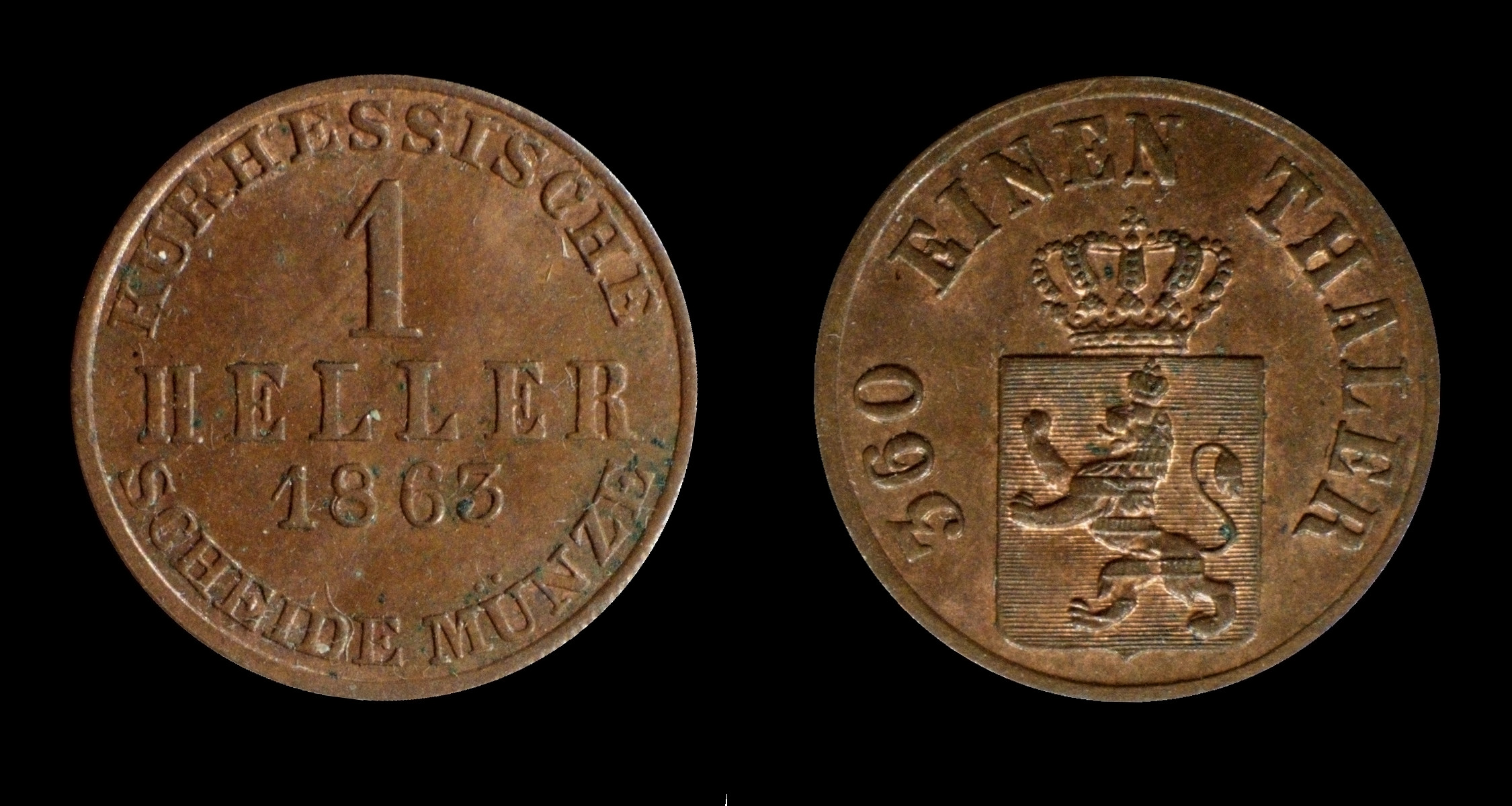
Heller de l'électorat de Hesse, 1863.